# Carlos Alberto M.D. Gomes
Carlos Alberto M.D. Gomes (França, 7 de Maio de 1980) é um cineasta português e professor em matérias de cinema.

## Biografia
Carlos Alberto Gomes licenciou-se em Cinema, pela Escola Superior de Teatro e Cinema (2002), e conclui na Escola Superior de Comunicação Social (2011) o Mestrado em Cinema e Audiovisuais, com uma tese intitulada O Cinema Ibérico e os Oscars – Razões para a não selecção dos filmes portugueses ao Oscar de melhor filme em língua estrangeira (2011). Durante a sua carreira foi professor no  ISEC (2013-2016) e na Escola Secundária António Arroio (2005-2020), ambas em Lisboa.
Entre 2002 e 2005 desenvolveu uma intensa actividade como formador de cinema junto de Câmaras Municipais. Colaborou como crítico de cinema no jornal Nova Guarda.
Como realizador tem dividido a sua actividade entre o cinema e a televisão. O seu primeiro filme, Lá em Cima Bem Perto do Céu (2002), tratou-se de um exercício único entre géneros (ficção-documentário) rodado em terras beirãs, nas aldeias de Seixo do Côa, Valongo, Cerdeira e Rochoso. Contou com a interpretação de um conjunto de pseudo-actores, com mais de 80 anos de idade. O enredo do filme, envolto no mistério de uma galinha que põe um ovo preto, retrata sobretudo o dia-a-dia dos habitantes de uma aldeia transmontana, em pleno século XXI, as suas gentes e as tradições em risco de esquecimento.
Das obras realizadas destacam-se ainda os filmes Acredita (2010), 5 F's (2005), DéJà Vu (2006), a pentologia documental Au Revoir, Portugal! (2011), e a trilogia CTJA – Histórias e Memórias do Cinema Teatro Joaquim de Almeida (2005) no Montijo. Em 2007, em Berlim (Alemanha), vence o Grand Prix Europa com o filme Equally Different (2007) na categoria Spot.

## Filmografia
- 2002 : Lá em Cima Bem Perto do Céu
- 2005 : CTJA Tempo de Cultura
- 2005 : 5 F's
- 2006 : Déjà Vu
- 2007 : Equally Different (spot)
- 2009 : Au Revoir, Portugal! (série documental TV)
- 2010 : Acredita